# 폴 라우터버
폴 크리스천 라우터버(영어: Paul Christian Lauterbur, 1929년 5월 6일 ~ 2007년 3월 27일)는 미국의 화학자이다. 2003년에 자기공명영상을 개발·연구한 공로로 피터 맨스필드와 함께 노벨 생리학·의학상을 수상했다.

## 수상 경력
- 1983년 : 파츠 메달
- 1985년 : 가드너 국제상
- 1986년 : 하비상
- 1987년 : 미국 국가 과학상
- 1987년 : IEEE 명예의 메달
- 1990년 : 바우어 과학상
- 1994년 : 교토상
- 2003년 : 노벨 생리학·의학상

## 참고 문헌
- Dawson, M. Joan. Paul Lauterbur and the Invention of MRI, Boston: MIT Press, 2013. ISBN 9780262019217
- "Paul C. Lauterbur - Biographical". Nobelprize.org. Nobel Media AB.